# 천국의 사도
《천국의 사도》(Heaven Can Wait)는 미국에서 제작된 워런 비티와 벅 헨리 감독의 1978년 코미디, 판타지, 멜로/로맨스 영화이다. 워런 비티 등이 주연으로 출연하였고 워런 비티 등이 제작에 참여하였다.

## 줄거리
내셔널 풋볼 리그의 로스앤젤레스 램스 백업 쿼터백 조 펜들턴은 팀을 슈퍼볼로 이끌기를 고대하고 있다. 그가 자전거를 타고 터널을 지나던 중, 수호천사 스코트는 자신의 첫 임무에서 과도한 열정을 보이며 조를 향해 터널 반대편에서 큰 트럭이 다가오는 것을 본다. 스코트는 조가 죽을 것이라는 오해로 그를 고통에서 구하기 위해 조의 몸에서 일찍 빼낸다.
사후 세계에 도착한 조는 자신의 시간이 끝났다는 것을 믿지 않으려 하고, 조사를 통해 스코트의 상관인 조던 씨는 조가 트럭을 아슬아슬하게 피할 예정이었으며 2025년 3월 20일 오전 10시 17분까지 죽을 운명이 아니었음을 발견한다. 불행히도 그의 몸은 이미 화장되었으므로 그를 위한 새로운 몸을 찾아야 한다. 죽음을 앞둔 몇몇 남성들을 거부한 후, 조는 억만장자 사업가 레오 판즈워스의 몸을 받아들이도록 설득된다. 레오 판즈워스는 그의 바람피는 골드 디거 아내 줄리아 판즈워스와 레오의 개인 비서이자 그녀의 정부인 토니 애벗에 의해 약물을 투여받고 욕조에서 익사당했다.
줄리아와 토니는 레오가 살아 돌아오자 경악하고, 레오의 집안 직원들은 그의 습관과 취향의 변화에 혼란스러워한다. 여전히 자신의 미식축구 운명에 사로잡힌 레오/조는 램스를 사들여 그들의 쿼터백으로서 슈퍼볼로 이끌 계획을 세운다. 성공하려면 먼저 오랜 친구이자 램스 트레이너인 맥스 코클을 설득하여 그의 새로운 몸을 훈련시키는 데 도움을 받아야 한다. 동시에 그는 환경 운동가 베티 로건과 사랑에 빠지는데, 그녀는 원래 레오의 기업 정책에 항의하기 위해 그의 집 문을 찾아왔을 때 만났다.
램스가 슈퍼볼에서 경기할 날이 다가오자 모든 등장인물들은 위기에 직면한다. 조던 씨는 조에게 레오의 몸도 포기해야 한다고 알린다. 조는 저항하지만 베티에게 언젠가 다른 누군가, 어쩌면 또 다른 쿼터백을 만날 수 있을 것이며 자신을 기억해 달라고 암시한다. 줄리아와 토니는 살인 계획을 계속하고 토니는 결국 레오/조를 총으로 쏴 죽인다. 램스는 결정적인 경기에서 다른 쿼터백인 톰 재럿을 출전시켜야 한다. 형사 크림 경위는 용의자들이 텔레비전으로 경기를 보는 동안 그들을 심문한다. 맥스의 도움으로 그는 줄리아와 토니가 서로를 자백하도록 만든다.
경기 중 잔인한 태클을 당한 후 톰은 사망한다. 조던 씨의 도움으로 조는 톰의 몸을 차지하고 램스를 승리로 이끈다. 경기 후 팀의 축하 행사에서 맥스는 톰/조를 발견하고 그가 자신임을 깨닫자 감격스러운 포옹을 나눈다. 톰/조가 텔레비전 인터뷰를 하는 동안 조던 씨는 그에게 톰 재럿으로 살려면 조 펜들턴과 레오 판즈워스였던 삶의 기억을 잃어야 한다고 말한다. 조던 씨가 사라지자 톰/조는 혼란스러워한다. 맥스는 나중에 그를 찾아가 조가 톰을 "떠났음"을 깨닫고 낙담한다.
톰은 경기장을 나서다 베티와 우연히 마주친다. 그들은 대화를 시작하고 서로를 알아보는 듯하지만 어떻게 아는지는 모른다. 그들이 경기장을 떠날 때 경기장의 불이 하나씩 꺼지고 톰은 베티에게 레오/조를 떠올리게 하는 말을 한다. 베티는 그의 눈을 들여다보며 그가 전에 자신에게 했던 말을 기억하고 "당신이 쿼터백이군요"라고 속삭인다. 톰은 그녀에게 커피를 마시러 가자고 제안하고 그녀는 승낙한다.

## 출연

### 주연
- 워런 비티
- 줄리 크리스티

### 조연
- 찰스 그로딘
- 잭 워든
- 다이안 캐넌
- 빈센트 가데니아
- 제임스 메이슨
- 벅 헨리

## 기타
- 원작자: 해리 시겔
- 미술: Edwin O'Donovan
- 미술: 폴 실버트
- 의상: 리처드 브루노
- 의상: 데아도라 밴 런클